# Annemarie Huber-Hotz
Annemarie Huber-Hotz (Baar, 16 de agosto de 1948-Schwarzsee, 1 de agosto de 2019) fue una político, etnóloga y socióloga suiza. Fue canciller de Suiza entre 2000 y 2007.

## Biografía

### Estudios

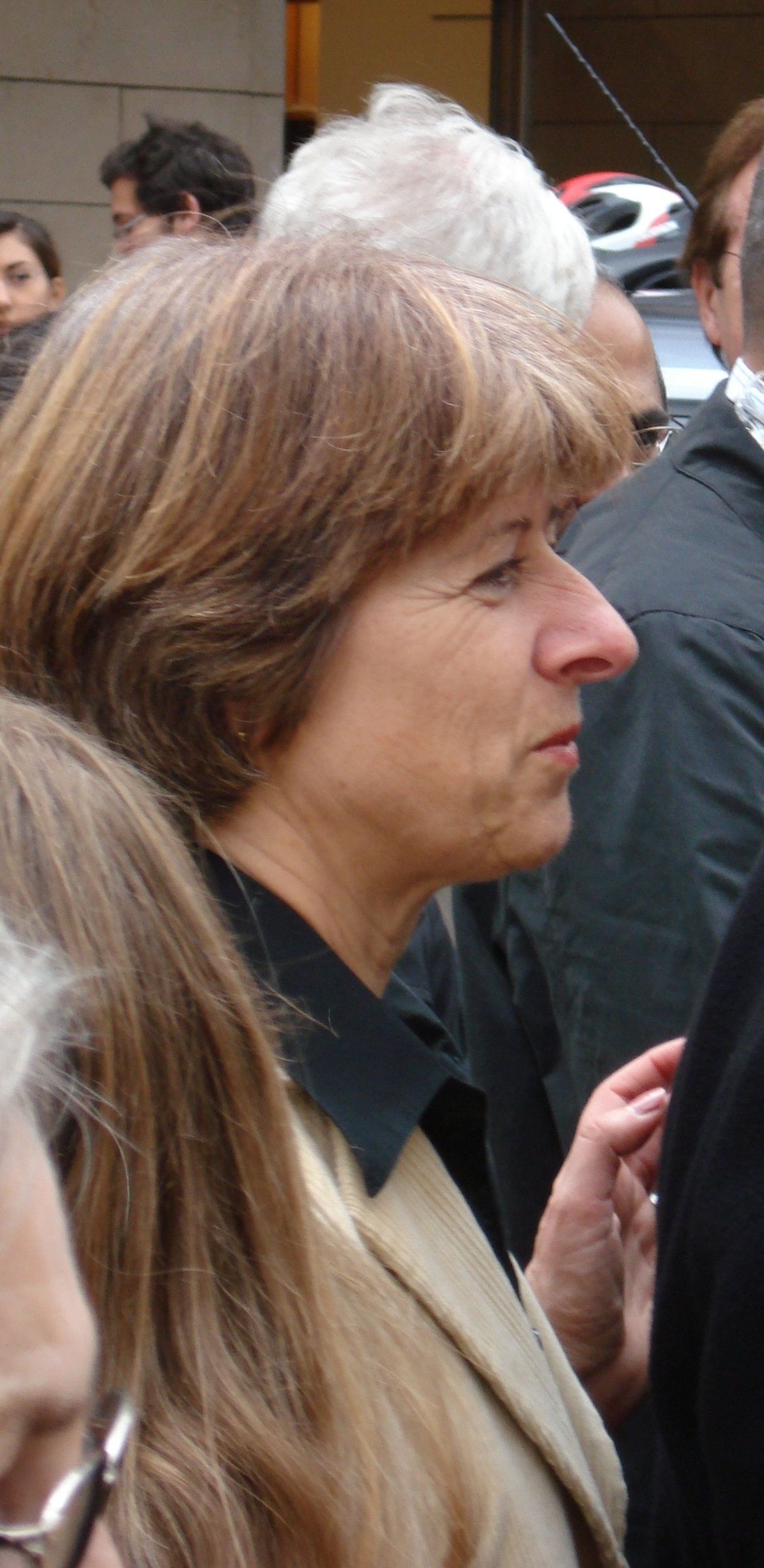
Annemarie Huber-Hotz.

Después de sus primeros estudios en Baar, hizo un año de aprendizaje lingüístico en Estavayer-le-Lac, luego continúa sus estudios en el liceo de Ingenbohl y en Zoug donde obtiene su certificado de acceso a la Universidad —maturité— en 1968. 
Realiza estudios universitarios en las universidades de Berna en 1968 y 1969 durante dos semestres —estudios de psicología, sociología y filosofía—, Upsala entre 1970 y 1971, durante cuatro semestres —estudios de sociología y etnología—, Ginebra entre 1973 y 1975 —estudia ciencias políticas en el Institut universitaire de hautes études internationales— y finalmente en Zúrich entre 1976 y 1977 así como en la Escuela Politécnica Federal de Zúrich donde sigue estudios de posgrado en gestión del territorio.

### Cargos públicos
En paralelo, entre 1973 y 1975, ella gestiona el secretariado de la unidad de derecho alemán de la Universidad de Ginebra, y realiza traducciones del sueco, noruego, danés e inglés al alemán para la Organización Internacional del Trabajo. Entre 1976 y 1977, trabaja temporalmente en la oficina de gestión del territorio del cantón de Zug en el equipo de proyectos de gestión del territorio.
Por instigación de su tío, el consejero de Estado Othmar Andermatt, se introdujo en 1978 como colaboradora del secretario-general de la Asamblea Federal, encargada del servicio de información, después secretaria de comisiones. Y finalmente se encarga de la planificación de las sesiones y de la gestión del secretariado del Consejo de Estado a partir de 1981, con el título de secretaria general adjunta de los servicios del Parlamento. Entre 1989 y 1999, dirige los servicios científicos de la Asamblea federal.
Fue nominada por el Partido Radical Democrático Suizo para ocupar el cargo y fue elegida el 15 de diciembre de 1999 en la 4.ª vuelta como canciller de la Confederación como primera mujer que ocupaba ese puesto. Asume sus funciones desde el 1 de enero de 2000 hasta el 31 de diciembre de 2007.
La actividad de canciller es comparable a la de un cargo de ministro. La cancillería federal, con alrededor de 180 trabajadores, realiza funciones administrativas relacionadas con la coordinación del Gobierno federal suizo y el trabajo del Consejo Federal. Es ayudada por los vicecancilleres Oswald Sigg y Corina Casanova. Como canciller, asiste a las reuniones del Consejo Federal pero no vota. Annemarie Huber-Hotz no se presentó para la reelección en diciembre de 2007 —luego de las elecciones generales— y fue reemplazada por Corina Casanova el 1 de enero de 2008.